# Bernard Denancé
Bernard René Louis Denancé, né le 14 juin 1925 à Saint-Michel (Aisne) et mort à le 15 février 1998 à Brem-sur-Mer (Vendée), est un résistant français de la Seconde Guerre mondiale.

## Biographie
Bernard Denancé entre dans la Résistance dès son jeune âge. En effet, dès l'âge de 18 ans, il rejoint les Forces françaises de l'intérieur (FFI) le 15 décembre 1943 et est affecté à la 1re région militaire. Résidant dans la commune de Sevran, alors occupée par les Allemands, il suit l'exemple de son père, Georges Denancé, « mort pour la France ».
Bernard Denancé, et d'autres camarades FFI (comme Bruno Bancher et Lucien Sportisse), mènent des rondes dans la ville de Sevran en se donnant rendez-vous dans leurs lieux de réunions : « l'écluse du canal de l'Ourcq » et l'usine Westinghouse de Sevran véritable bastion de la résistance sevranaise. Bernard Denancé dessine des tracts qui sont distribués. 
Son grand frère, Jean Denancé (1922-1985), travaillant alors en zone libre à Marseille, apprenant l'arrestation de son père et sachant sa mère seule, retourne à Sevran pour épauler Bernard. Jean Denancé fait partie d'un petit groupe de résistance dans les usines (Westinghouse). Les frères Denancé sont des acteurs majeurs de la libération de Sevran le 27 août 1944. 
Dans la continuité de la libération de sa ville, Bernard Denancé aide à libérer d'autres communes de la région Île-de-France où il est un allié de poids pour les militaires américains venus de Paris récemment libéré. Bernard Denancé apporte aussi son aide dans les combats menés dans les villes alentour, comme Villepinte, Tremblay-en-France (anciennement Tremblay-les-Gonesse), et Aulnay-sous-Bois. 
Peu de temps après la libération de Sevran, le 31 août 1944 à Villers-Cotterêts, Bernard Denacé est touché par une explosion de grenade qui le blesse gravement. Il est alors transporté et hospitalisé en urgence pour un début de poliomyélite à l'hôpital Necker puis part en convalescence à Chécy en 1945. Durant cette convalescence, il rédige ses mémoires de résistant dans un manuscrit où il décrit la Libération en détail dans 41 chapitres. Il achève son ouvrage avec une dédicace à son père : « Je dédie ce journal à mon cher papa déporté en Allemagne, d'où il n'est pas revenu »,.
À la fin de la guerre, il travaille comme ajusteur, puis concierge à Paris. Il meurt à l'âge de 72 ans, le 15 février 1998 à Brem-sur-Mer.

## Hommage
Bernard Denancé est nommé caporal le 17 août 1994.
La rue de Bourgogne où il habitait à Sevran est rebaptisée le 24 août 1947, rue Georges-Denancé en hommage à son père.

## Reconnaissance
Son livret autobiographique est dactylographié par sa fille Marie-France Denancé. Cette dernière, héritière d'une famille de résistants, ne cesse de faire vivre la mémoire de ses défunts père et grand-père. Elle a notamment numérisé une partie de ses archives familiales et en a fait don aux services d'archives de la commune de Sevran.